# Giulio Doffi
Giulio Doffi, OP, também Giulio Doffius, (1534 – 27 de agosto de 1596) foi um prelado católico romano que serviu como bispo de Alessano de 1595 a 1596.

## Biografia
Giulio Doffi nasceu em 1534 e foi ordenado sacerdote na Ordem dos Pregadores. No dia 6 de março de 1595, foi nomeado bispo de Alessano durante o papado de Clemente VIII. A 2 de abril de 1595, foi consagrado bispo por Giulio Antonio Santorio, cardeal-sacerdote de Santa Maria in Trastevere, com Flaminio Filonardi, bispo de Aquino, e Leonard Abel, bispo titular de Sidon, servindo como co-consagradores. Serviu como Bispo de Alessano até à sua morte a 27 de agosto de 1596. Enquanto bispo, foi o co-consagrador principal de Vicente Correrio Camerota, Bispo Coadjutor de Muro Lucano (1595).